# Gotabaya Rajapaksa
Trung tá Nandasena Gotabaya Rajapaksa, RWP, RSP, psc, GR (tiếng Sinhala: ගෝඨාභය රාජපක්ෂ; tiếng Tamil: கோட்டாபய ராஜபக்ஸ; sinh ngày 20 tháng 6 năm 1949) là một chính trị gia người Sri Lanka và cựu sĩ quan quân đội thuộc chính trị cánh hữu và từng giữ chức Tổng thống thứ 8 của Sri Lanka từ năm 2019 đến năm 2022. Trước đây, ông từng là Thư ký Bộ Quốc phòng và Phát triển Đô thị từ năm 2005 đến 2015 dưới sự quản lý của anh trai mình, cựu Tổng thống Mahinda Rajapaksa, lãnh đạo Lực lượng Vũ trang Sri Lanka đánh bại lực lượng Hổ Tamil, chấm dứt Nội chiến Sri Lanka.
Sinh ra trong một gia đình chính trị nổi tiếng ở Tỉnh miền Nam, Rajapaksa được học tại Cao đẳng Ananda, Colombo và gia nhập Quân đội Sri Lanka vào tháng 4 năm 1971. Sau khi được đào tạo cơ bản tại Trung tâm Huấn luyện Lục quân, Diyatalawa, ông được bổ nhiệm làm sĩ quan tín hiệu và sau đó được chuyển đến một số trung đoàn bộ binh.    Anh ta đã hoạt động tích cực trong giai đoạn đầu của Nội chiến Sri Lanka với Trung đoàn Gajaba tinh nhuệ, tham gia một số cuộc tấn công lớn như Chiến dịch Vadamarachi, Chiến dịch Strike Hard và Chiến dịch Thrividha Balaya, cũng như chống nổi dậy hoạt động trong cuộc nổi dậy 1987–1989 của JVP.
Rajapaksa giải ngũ sớm và chuyển sang lĩnh vực công nghệ thông tin, trước khi nhập cư vào Hoa Kỳ vào năm 1998. Ông trở lại Sri Lanka vào năm 2005, để hỗ trợ anh trai mình trong chiến dịch tranh cử tổng thống và được bổ nhiệm làm Bộ trưởng Quốc phòng trong chính quyền của anh trai mình. Trong nhiệm kỳ của mình, Lực lượng vũ trang Sri Lanka đã kết thúc thành công Nội chiến Sri Lanka khi đánh bại Hổ Tamil và giết chết thủ lĩnh Velupillai Prabhakaran vào năm 2009. Anh ta là mục tiêu của một vụ ám sát vào tháng 12 năm 2006 bởi một kẻ đánh bom liều chết Tamil Tiger. Sau chiến tranh, Rajapaksa đã khởi xướng nhiều dự án phát triển đô thị. Ông từ chức sau thất bại của anh trai mình trong cuộc bầu cử Tổng thống năm 2015.
Năm 2018, ông nổi lên như một ứng cử viên khả dĩ cho cuộc bầu cử tổng thống năm 2019, cuộc bầu cử mà ông đã tranh chấp thành công trên nền tảng phát triển kinh tế và an ninh quốc gia ủng hộ dân tộc. Ông là người đầu tiên có trình độ quân sự được bầu làm Tổng thống Sri Lanka và cũng là người đầu tiên được bầu làm tổng thống mà trước đó không giữ chức vụ dân cử.